# ليندا غاردن
ليندا غاردن (بالإنجليزية: Linda Garden)‏ هي منافسة ألعاب القوى أسترالية، ولدت في 17 أكتوبر 1955.

## وصلات خارجية
- ليندا غاردن على موقع الاتحاد الدولي لألعاب القوى (الإنجليزية)
- ليندا غاردن على موقع النتائج التاريخية لألعاب القوى الأسترالية (الإنجليزية)
- ليندا غاردن على موقع أوليمبيديا (الإنجليزية)
- ليندا غاردن على موقع اللجنة الأولمبية الأسترالية (الإنجليزية)